# Hope Sandoval
Hope Sandoval (Los Ángeles, California; 24 de junio de 1966) es una cantautora estadounidense de la banda Mazzy Star y de su proyecto musical actual, Hope Sandoval & the Warm Inventions junto al músico Colm Ó Cíosóig de My Bloody Valentine.
Procede de una familia mexicano-estadounidense del este de Los Ángeles, California. Estudió en el colegio Mark Keppel High School en Alhambra. En 1986 formó un dúo musical folklórico con Sylvia Gomez llamado Going Home, y grabó un álbum producido por David Roback que nunca salió a la venta.
Luego de editar tres álbumes con Mazzy Star, She Hangs Brightly (1990), So Tonight That I Might See (1993), y Among My Swang (1996), Sandoval se separa de Roback en 1996 para hacer música en solitario con Hope Sandoval & the Warm Inventions.

## Discografía

### Con Mazzy Star
- 1990: She Hangs Brightly
- 1993: So Tonight That I Might See
- 1996: Among My Swan
- 2013: Seasons of Your Day

### Con Hope Sandoval & The Warm Inventions

#### Álbumes
- 2001: Bavarian Fruit Bread
- 2009: Through the Devil Softly
- 2016: Until the Hunter

#### EPs
- 2000: At the Doorway Again
- 2002: Suzanne
- 2017: Son of a Lady